# III Lubuskie Lato Filmowe
III Lubuskie Lato Filmowe – trzecia edycja najstarszego polskiego festiwalu filmowego odbyła się w roku 1971 w Łagowie w województwie lubuskim.

## Plebiscyt na najpopularniejszy film sezonu
Przeprowadzony został w kinach 6 miast województwa zielonogórskiego oraz w Łagowie:
1. Krajobraz po bitwie reż. Andrzej Wajda
2. Kto wierzy w bociany? reż. Helena Amiradżibi i Jerzy Stefan Stawiński
3. Twarz anioła reż. Zbigniew Chmielewski

## Plebiscyt na najpopularniejszych aktorów sezonu
Gwiazdy Filmowego Serwisu plebiscyt zorganizowany przez redakcje Magazynu Filmowego, Gazety Lubuskiej i „Nadodrza”. Na najpopularniejszych aktorów sezonu 1970/1971 wybrano:
- Barbarę Brylską i Olgierda Łukaszewicza

## Złote Grona

### Jury konkursu
- Aleksander Ścibor-Rylski (przewodniczący)
  - Andrzej Dobrowolski
  - Konrad Eberhard
  - Jerzy Groszang
  - Ryszard Koniczek
  - Stanisław Lenartowicz
  - Krzysztof Mętrak
  - Konrad Nałęcki
  - Zbigniew Rudziński
  - Jerzy Sawicki
  - Andrzej Szczepkowski
  - Jan Szmanda

Jury spośród filmów fabularnych wyświetlanych w kinach w sezonie 1970 – 1971 roku, przyznało nagrody Złotego Grona w następujących kategoriach:

### Najlepszy reżyser
- Andrzej Wajda za filmy Brzezina oraz Krajobraz po bitwie

### Najlepszy scenariusz
- Teresa i Janusz Nasfeterowie za scenariusz do filmu Abel, twój brat

### Najlepsza scenografia
- Tadeusz Wybult w filmach Romantyczni, Lokis i Dzięcioł

### Najlepsze zdjęcia czarno-białe
- Jan Laskowski za film Dziura w ziemi

### Najlepsze zdjęcia barwne
- Stefan Matyjaszkiewicz za film Lokis

### Najlepsza muzyka filmowa
- Wojciech Kilar za muzykę do filmu Romantyczni

### Najlepszy dźwięk
- Wiesława Dembińska za dźwięk w filmie Krajobraz po bitwie

### Najlepsza aktorka
- Stanisława Celińska za rolę w filmie Krajobraz po bitwie

### Najlepszy aktor
- Daniel Olbrychski za rolę w filmie Brzezina

### Najlepsza aktorka drugoplanowa
- Hanna Maria Giza za rolę w filmie Kaszëbë

### Najlepszy aktor drugoplanowy
- Bolesław Płotnicki za rolę w filmie Kardiogram

## Nagroda Towarzystwa Przyjaciół Ziemi Świebodzińskiej
- Sylwester Chęciński za film Legenda

## Klub Krytyki Filmowej
Jury Klubu Krytyki Filmowej przy Stowarzyszeniu dziennikarzy Polskich:
- Jerzy Płażewski (przewodniczący)
  - Tadeusz Robak
  - Zdzisław Beryt
  - Bogumił Drozdowski(inne języki)
  - Jerzy Eljasiak
  - Janusz Gazda
  - Zbigniew Klaczyński

### Nagroda Syrenki Warszawskiej
W kategorii film polski:
- Krajobraz po bitwie reż. Andrzej Wajda

W kategorii film zagraniczny:
- Chłodnym okiem reż. Haskell Wexler (USA)

### Wyróżnienia
- Początek reż. Gleb Panifiłow (ZSSR)
- Sceny myśliwskie w Dolnej Bawarii reż. Peter Fleischmann (NRF)